# 2010 KQ

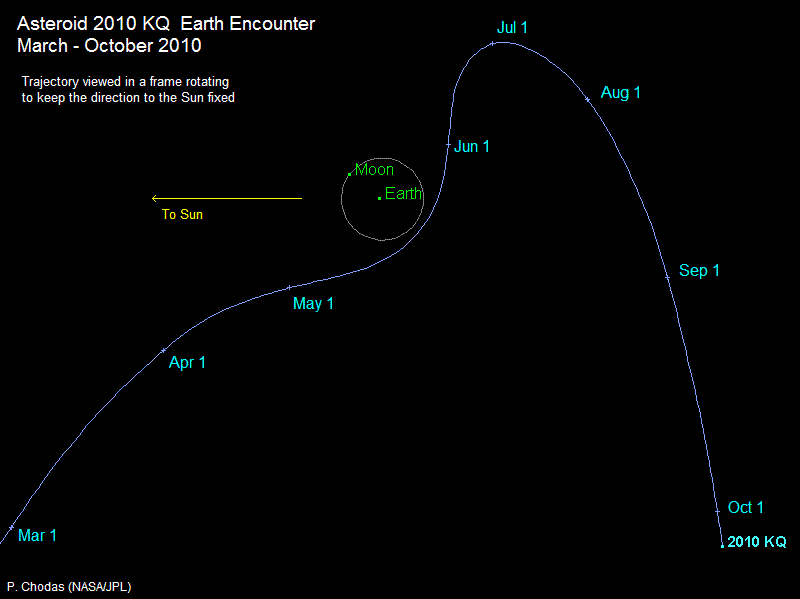
Órbita del 2010 KQ (Fuente:NASA)

2010 KQ es un pequeño objeto -parecido a un asteroide- que ha sido descubierto en una órbita sobre el Sol que es tan similar a la órbita de la Tierra que los científicos sospechan que es una de las partes de un cohete multietapa que escapó hace muchos años del sistema Tierra-Luna.
El objeto fue descubierto el 16 de mayo de 2010 por Richard Kowalski, quien trabajaba en esa época en el programa de investigación Catalina Sky Survey, y posteriormente fue confirmado por muchos observadores, entre ellos Bill Ryan ( del Observatorio Magdalena Ridge) y Peter Birtwhistle (en Inglaterra). Recibió la designación de asteroide KQ 2010 por el Centro de Planetas Menores (Minor Planet Center) en Cambridge, Massachusetts, quien identificó su órbita como muy similar a la de la Tierra. La definición de la órbita realizada por Paul Chodas y el astrónomo aficionado Bill Grey, ambos del Laboratorio de Propulsión a Reacción («Jet Propulsion Laboratory» o JPL) han demostrado que este objeto estaba muy cerca de la Tierra a principios de 1975, pero que la trayectoria no se conoce con la precisión suficiente para asociar el objeto con un lanzamiento en particular. Sin embargo, los científicos no esperan que un objeto natural pueda permanecer en este tipo de órbita por mucho tiempo debido a su probabilidad de impacto relativamente alto en la Tierra. De hecho, un análisis realizado por Paul Chodas sugiere que KQ 2010 tiene una probabilidad del 6% de impactar la Tierra en un período de 30 años a partir de 2036.
Las mediciones de espectro de infrarrojo cercano de este objeto realizadas por Schelte John Bus (Universidad de Hawái) que usa el telescopio infrarrojo de la NASA (IRTF) en Mauna Kea, Hawái, indica que sus características espectrales no coinciden con las de ninguno de los tipos de asteroides conocidos, y de hecho son similares a las de un cuerpo de cohete. La magnitud absoluta del objeto (28,9) también sugiere que solo tiene unos pocos metros de tamaño, aproximadamente el tamaño de una sección o etapa superior. Las observaciones adicionales durante los meses por venir deberían permitir a los científicos discernir qué tan fuerte afecta la presión de la radiación solar al movimiento del objeto, un resultado que podría ayudar a distinguir un asteroide sólido y rocoso de un objeto hecho por el hombre y más ligero.
El astrónomo Richard Miles cree que el 2010 KQ puede ser la 4ª etapa del cohete ruso Protón de la misión luna 23, lanzado el 28 de octubre de 1974.
Incluso en el improbable caso de que este objeto se dirija a impactar de manera directa con la Tierra (sea un asteroide o un cuerpo de cohete) es tan pequeño que se desintegraría en la atmósfera y no causaría daños al caer.